# سيبيل بيدفورد
سيبيل بيدفورد (بالإنجليزية: Sybille Bedford)‏ (16 مارس 1911، تشارلوتنبرغ في ألمانيا - 17 فبراير 2006، لندن في المملكة المتحدة)؛ كاتِبة، صحفية وروائية بريطانية-ألمانية.

## روابط خارجية
- سيبيل بيدفورد على موقع مونزينجر (الألمانية)
- سيبيل بيدفورد على موقع إن إن دي بي (الإنجليزية)